# Scyliorhinidae
Los esciliorrínidos (Scyliorhinidae) son una familia de elasmobranquios del orden Carcharhiniformes, conocidos vulgarmente como pintarrojas, lijas y peces gato. Incluye más de 110 especies de tiburones.

## Características

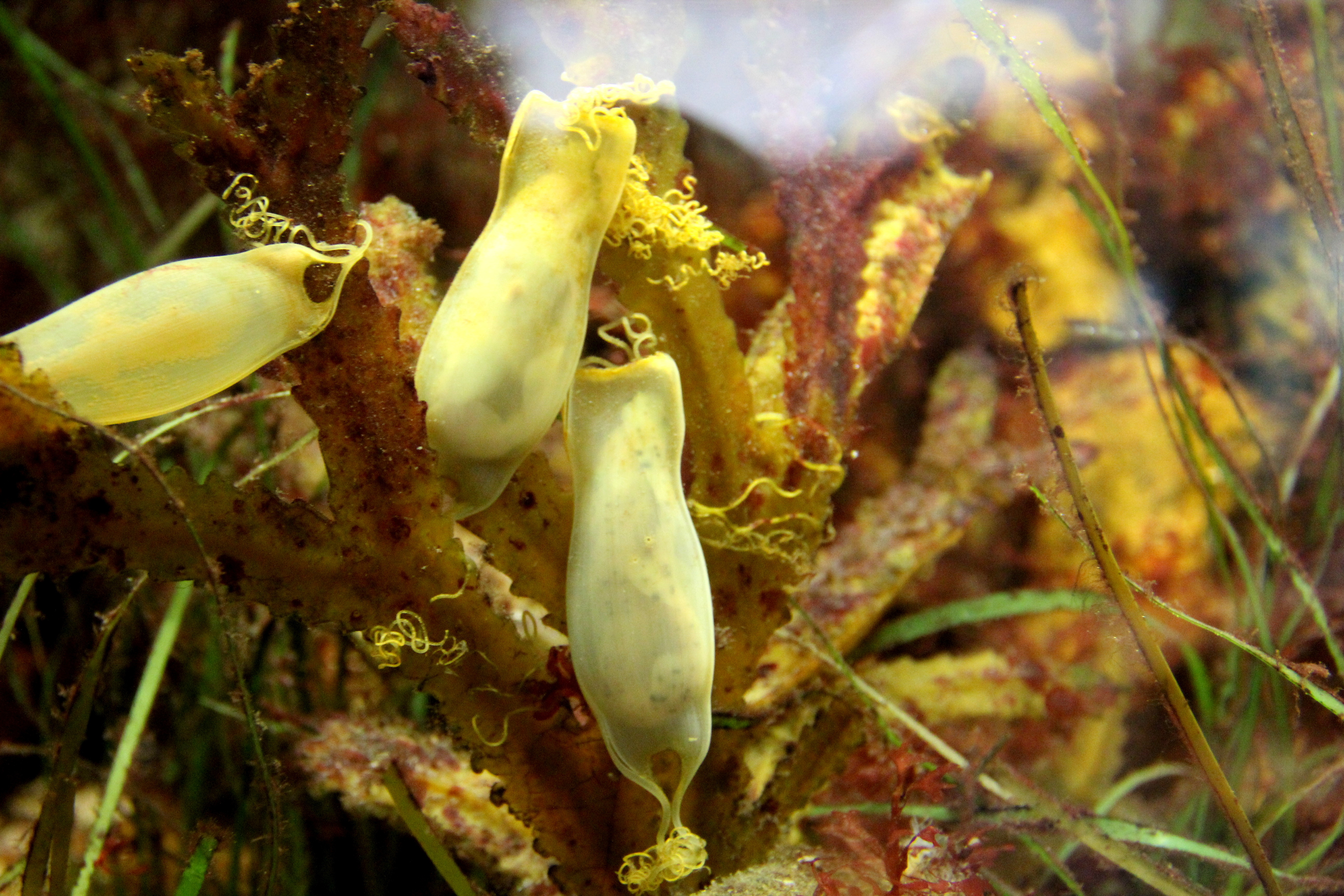
Huevos de pintarroja

Las pintarrojas pueden distinguirse por sus ojos alargados que recuerdan a los de un gato y sus dos pequeñas aletas dorsales. La mayoría de las especies no son particularmente grandes, con longitudes de 60 a 70 cm aproximadamente, aunque el tiburón gato jorobado, que habita las aguas profundas del Mar de China Meridional, alcanza los 4 m de largo.

## Historia natural
La mayoría de las especies tienen rayas, manchas, etc. Se alimentan de invertebrados y peces pequeños. Algunas especies son ovovivíparas, mientras que la mayoría depositan sus huevos en nidos.
Los tiburones hinchables del género Cephaloscyllium tienen la curiosa habilidad de llenar sus estómagos con agua o aire cuando se encuentran amenazados, aumentando su circunferencia de 2 a 3 veces.
El tiburón Atelomycterus macleayi es una de las especies usadas para los acuarios hogareños, porque raramente crece más de 60 cm de longitud.

## Géneros
- Apristurus
- Asymbolus
- Atelomycterus
- Aulohalaelurus
- Bythaelurus
- Cephaloscyllium
- Cephalurus
- Figaro
- Galeus
- Halaelurus
- Haploblepharus
- Holohalaelurus
- Parmaturus
- Pentanchus
- Poroderma
- Schroederichthys
- Scyliorhinus